# 위대한 침묵 (1968년 영화)
《위대한 침묵》(이탈리아어: Il grande silenzio)은 1968년에 개봉한 수정주의 스파게티 웨스턴 영화이다. 세르조 코르부치가 감독과 공동각본을 맡았다.